# ビービー・アスタラーバーディー

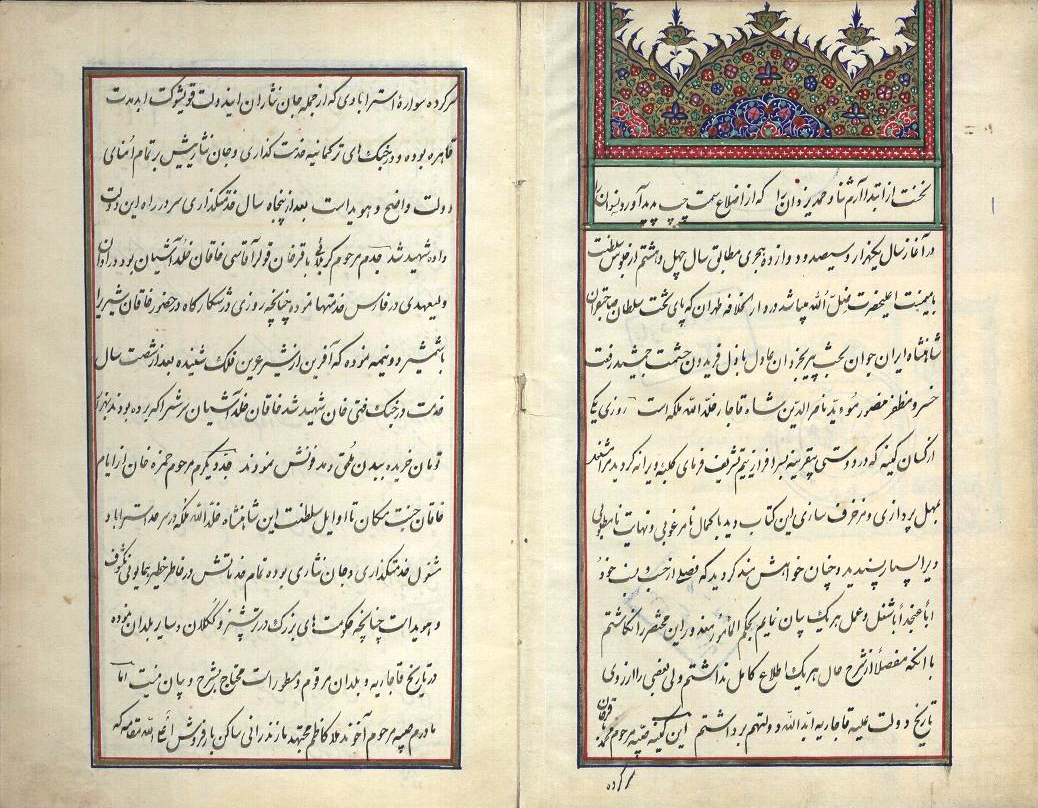
Ma‘āyeb al-Rejāl （1894年）の冒頭、見開き1ページ

ビービー・アスタラーバーディー（ペルシア語: بی بی خانم استرآبادی, ラテン文字転写: Bībī khānom Astarābādī; 1858年又は1859年?生 - 1921年歿）は、ガージャール朝末期～立憲革命期に活躍したイランの社会思想家、教育者。女性が教育を受ける権利を擁護し、私立学校を設立した（#生涯）。男性中心主義的な女性教育観を痛烈に批判した啓蒙的なパンフレット Ma‘āyeb al-Rejāl （1894年）でひろく知られる（#著作）。

## 生涯
ヒジュラ暦1272年（西暦1856年ごろ）、アスタラーバード（現在のゴルガーン）近郊のノカンデで生まれた。父はマーザンダラーン地方の名家の出身で、ガージャール朝の地方武官、また、地方における儀典を管掌する「イーシーケ・アーガースィー」という役職をつとめたモハンマド・バーゲル・ハーン・アスタラーバーディー。母ハディージェ・ハーノムも同地方の名家の出身で、ハーッジ・モッラー・カーゼム・モジュタヘド・マーザンダラーニーの娘である。母はナーセロッディーン・シャーの正妃のひとりショクーッサルタネの後宮に出仕し、シャーの子どもたちに教育を施す責任を負った重要な役職「モッラーバージー」にあった女性である。
ビービー・アスタラーバーディーの本名はファーテメ（Fāṭeme）、首都テヘランで育ち、家庭で、母から教育を受けた。22歳のときに、カフカズからの移民でコサック連隊の将校ムーサー・ハーン・ヴァズィーリーと結婚し、7人の子どもの母となった。
立憲革命期に活躍した。イランで初となる西洋式の女子校を設立し、女性が普通教育を受ける権利を擁護する論説を書いた。彼女の論説が載った新聞としては、次のようなものがある。 Tamaddon (تمدن 『文明』)、 Habl al-Matin (حبل المتين 『固い縄』)、  Majles (مجلس 『国会』)。Ma'ayeb al-Rejal (معايب الرجال 『男性の過ち』)という本も書いた。これは Ta'deeb al-Nesvan (تاديب النسوان 『女性の啓発』)という誰かが匿名で書いたパンフレットに反駁するために書いた。Ma'ayeb al-Rejal が書かれたのは1895年。モザッファロッディーン・シャーが立憲君主制を宣言する1906年の11年前である。この本は、イランにおける最初の女性解放宣言と考えられている。
ビービー・アスタラーバーディーが設立したイラン初の女子校は、1907年に、彼女のイランの自宅に創設された。若い女の子が母親とともに通って学んだ。おばあさんを連れて通った娘もいた。おばあさんたちにとっては、ここでの経験が生涯唯一の学校教育の経験になった。現代の感覚からは当たり前と思われるような学校の設備でも、当時はそうでなかった。個人の居宅であり教育を目的とした建物ではなかったということに留意されたい。また、当時、アスタラーバーディーが新聞に出した広告には、彼女がイランにおける女子教育にかける意気込みが表れている。
教科としては、アラビア語、算数、調理、地理、歴史、法律、音楽、ペルシア語文学、宗教があった。アスタラーバーディーの尽力が実って、彼女の学校創設から約30年後にはテヘラン大学に女性の入学が認められるにいたった。現代イランの高等教育においては、全生徒の70パーセントが女性で占められている（ただし、博士号取得者は20パーセントである）。
アスタラーバーディーは1921年に亡くなる。その後22年間、学校は創建当時のまま残されていたが、1943年に子孫により売却された。

## 著作
アスタラーバーディーの著作 Ma‘āyeb al-Rejāl （男性の過ち）は1894年に書かれた論説である。前後2部に分かれ、前半の第1部は、19世紀中葉に書かれた Ta'dīb al-Nesvān に対する直接的な反駁の部分。後半の第2部では、当時の男性中心の公共圏に蔓延する言説を皮肉交じりで描写している。
Ta'dīb al-Nesvān 『女性の啓発』の著者はおそらくガージャール朝の王族の男性である。エブラーヒーム・ナバヴィーによると、その男性は「恐妻家に違いない」。妻が怖くて自分の名前も明かせない著者は、次のような主張をしている。
1. 女性は男性にしつけられる子供も同然だ。
2. 夫に従順にならなければ、女性の救済はありえない。
3. 女性が夫に頼みごとをするのはもってのほか。女性の願いをかなえるか否かは夫の胸先三寸だ。
4. 女性の家庭での義務は、夫をイライラさせないようにもろもろのことを準備することだ。
5. 婚姻の目的は夫の性的欲望を充足させることだ。
6. 女性はいつでも羞恥心を持て。ただし夜の営みのときは除く。
7. 女性は食事のときにしゃべるな。
8. 女性は病人のようにゆっくりと歩かなければならない。

匿名の著者は攘夷的思想を持った王族であり、シーア派知識人層には受け入れられないような、旧来の伝統的価値観を持っている。ビービー・アスタラーバーディーはこのブックレットの下劣な内容に対して、辛辣な返答を書いた。彼女は言う。「世界中の天才、同時代きっての物書きは、奇妙なことに常識を失っておいでのようだ。空理空論を、どうして人が血の通ったものと思えよう。ご自分では「西洋化した」「文明化した」紳士と考えていらっしゃるようだが、じっさいには、中途半端な文明化(سیویلیزه و نیم ویلیزه)だ。ヨーロッパ人は、妻を花のように扱い、女性は自由に男性と交友することをご存じないのだろうか。」ここでアスタラーバーディーが言及しているように、著者はいわゆる西洋かぶれの知識人であった。当時の西洋の女性は、同時代のイランに比べてはるかに少ない権利しか認められていなかった。たとえば、女性に相続権があった国もごくわずかしかなかった。
なお英語圏では1992年に、この論争をまとめた印刷本が出版された（Hasan Javadi  Two Qajar Essays on Men and Women: Ta'dib al-Nivan and Ma'ayib al-Rijal in Washington in 1992.
رویایی زن و مرد در عصر قاجار در ）عصر قاجار: دو رساله تادیب النسوان و معایب الرجال

## 子孫
タール奏者で国立音楽院の創設者アリーナギー・ヴァズィーリー、画家のハサン・ヴァズィーリー、女性ジャーナリストのハディージェ・アフザル・ヴァズィーリーは、みな、ビービー・アスタラーバーディーの息子や娘である。1992年に創設された、環境汚染対策女性協会の会長、ドクトル・マーフラガー・モッラー Dr Mahlaghā Mallah (دكتر مه لقا ملاح)は孫（娘の子）である。

## 註釈
1. ↑  Women's World in Qajar Iran は生年を1858年又は1859年としている[1]。